# Alice Parisi
Alice Parisi (Tione di Trento, 11 dicembre 1990) è un'ex calciatrice italiana, di ruolo centrocampista.

## Carriera

### Club
Alice Parisi si avvicina al gioco del calcio fin da giovanissima, iniziando l'attività agonistica nelle formazioni giovanili miste fino al raggiungimento dell'età massima prevista dalle normative FIGC.
Nel 2005 ha iniziato a giocare in una formazione interamente femminile con la squadra della sua provincia, il Trento, disputando la stagione entrante nella formazione che disputa il Campionato Primavera.
Grazie alle sue prestazioni nelle giovanili, la società decide di inserirla in rosa nella formazione titolare, iscritta al campionato di Serie A2, già dalla stagione seguente, condividendo con le compagne la storica promozione in Serie A al termine del campionato. Il tecnico Roberto Genta la inserisce stabilmente dalla stagione 2007-2008 dove fa il debutto nella massima serie del campionato italiano fin dalla prima giornata, il 15 settembre, nella partita persa fuori casa con la Eurospin Torres per 1-0. La stagione, dove la squadra fatica a lasciare la parte bassa della classifica, si conclude con il play-out che vede affrontarsi il Trento e il Chiasiellis, finite entrambe con 19 punti, e dove nell'incontro di Longarone dell'11 maggio 2008, terminato 4-2 per le friulane, sono costrette a retrocedere.
Dopo la vittoria del Europeo Under-19 del 2008, è passata al Bardolino Verona, con cui vince la Supercoppa italiana 2008 e la Serie A 2008-2009. Dopo due stagioni nel 2010 è stata ingaggiata dal Graphistudio Tavagnacco. Con la compagine friulana ha vinto la Coppa Italia per due edizioni consecutive.
Nel dicembre 2013 è stata eletta miglior calciatrice italiana della stagione 2012-2013 per le sue prestazioni a livello nazionale e internazionale.
Nell'estate del 2016 si è trasferita alla Fiorentina.
Dopo quattro stagioni in viola, nel luglio 2020 è passata al Sassuolo, con il quale si appresta ad affrontare la stagione entrante.
In campo con la fascia di capitano fin dalla prima giornata di campionato, dopo aver subito un grave infortunio al ginocchio sinistro durante l'incontro con il Napoli del 5 settembre (3ª giornata) è costretta a un lungo periodo di riabilitazione dopo l'intervento di ricostruzione del legamento crociato anteriore, di sutura dei menischi interno ed esterno, e di sutura del legamento popliteomenicale dello stesso. Tornata a disposizione del tecnico Gianpiero Piovani completamente ristabilita dalla stagione 2021-2022, condivide con le compagne un campionato di vertice, condotto al primo posto per le prime sei giornate ma poi concluso al quarto posto, perdendo anche l'opportunità di accedere alla Champions League. In quella stagione Parisi marca 21 presenze, tornando al gol alla 17ª giornata, recuperando la rete di svantaggio con l'Empoli nella partita di ritorno del derby toscano concluso sull'1-1.
Durante la successiva sessione estiva di calciomercato la Fiorentina annuncia il suo ritorno in maglia viola per la stagione entrante, per poi ritirarsi nell'estate del 2024.

### Nazionale

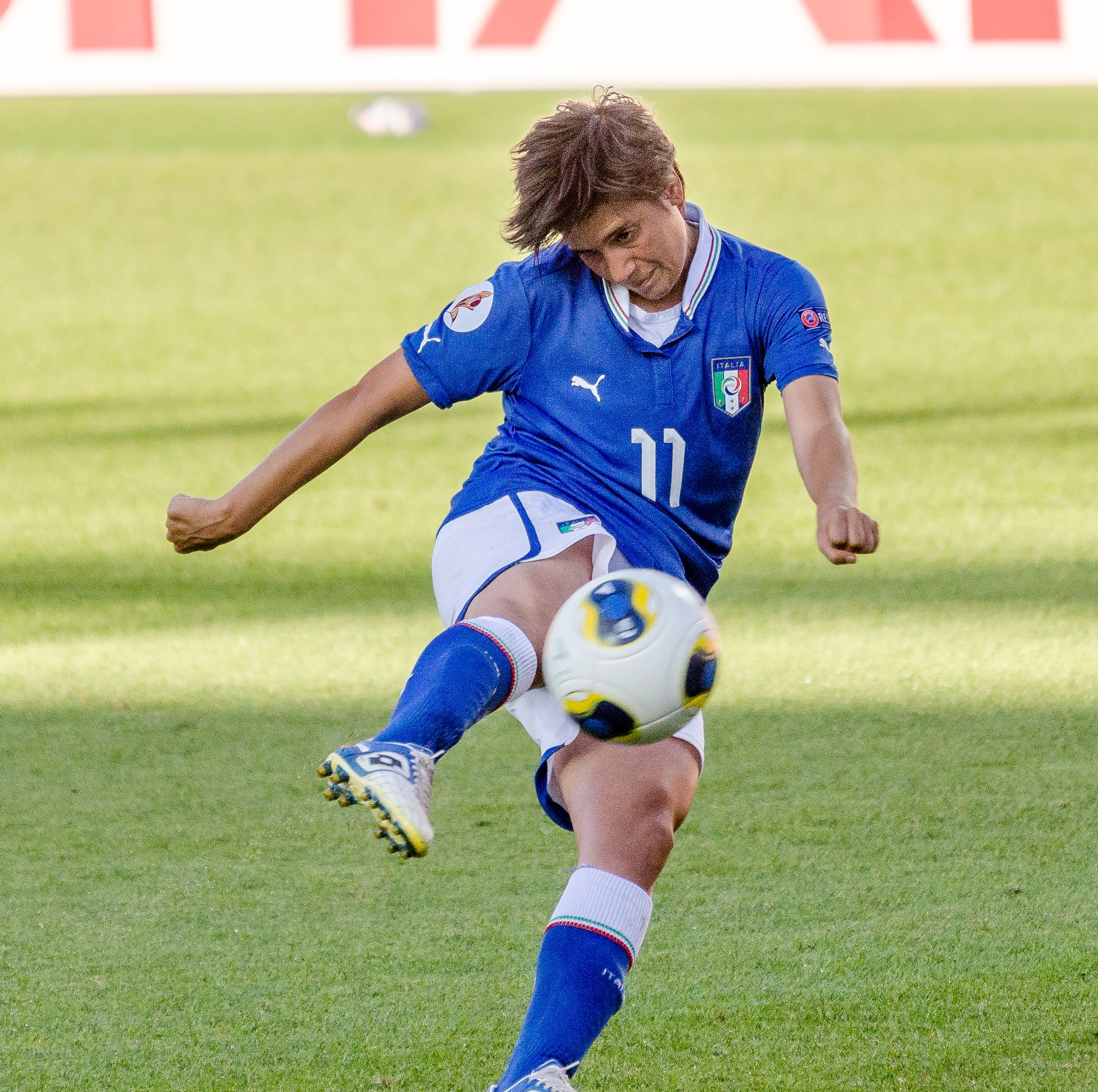
Parisi con la maglia dell'Italia ai quarti di finale dell'Europeo di Svezia 2013.

Grazie alle sue prestazioni, il commissario tecnico Corrado Corradini l'ha convocata nella nazionale Under-19 inserendola nella rosa della squadra che disputa le qualificazioni al campionato di categoria di Islanda 2007. Parisi fa il suo debutto nel torneo il 26 settembre 2006, in occasione della partita vinta per 6-0 sulle pari età della Bulgaria e valida per la prima fase di qualificazione. Le Azzurrine in quell'occasione non riescono ad accedere alla fase finale..
Corradini la conferma in rosa anche per l'edizione successiva di Francia 2008, 11ª edizione del torneo, formazione con la quale è riuscita a vincere il torneo nella finale del luglio e ad aggiudicare il primo titolo alla nazionale giovanile italiana. Nella fase finale della competizione ha giocato quattro partite segnando due gol, entrambi su calcio di rigore, tra i quali quello decisivo siglato al 71' e che fissa il punteggio sull'1-0 nella finale del 19 luglio 2008 giocata nello Stade Vallée du Cher di Tours con la Norvegia. Il sito della UEFA l'ha anche inclusa tra le dieci migliori giocatrici del torneo. In competizioni ufficiali UEFA con la maglia delle Azzurrine U-19, Parisi ha totalizzato 21 presenze siglando 13 reti.
Nell'agosto 2009 il ct Pietro Ghedin la convoca allo stage di preparazione al fine di decidere la rosa delle giocatrici da inserire nella nazionale maggiore impegnata nella qualificazione al campionato europeo di Finlandia 2009. L'Italia, inserita nel gruppo 2, riesce a superare la fase preliminare dietro alla Svezia, accedendo alla fase finale. Inserita nel Gruppo C con Inghilterra, Russia e Svezia, riesce a superare la prima fase del torneo venendo eliminata ai quarti di finale dalla Germania, squadra che si aggiudicherà il torneo.
Ghedin la convoca nuovamente inserendola in rosa per le qualificazioni a Svezia 2013. Anche in questo torneo l'Italia segue le prestazioni del precedente, accedendo alla fase finale grazie al primo posto ottenuto nel gruppo 1. In questa prima fase Parisi va a segno in due occasioni, il 17 settembre 2011 allo Stadio Asim Ferhatović Hase di Sarajevo, dove realizza con l'unica rete della partita, il rigore siglato al 44' superando le avversarie della Bosnia ed Erzegovina, e il 22 ottobre 2011 allo Stadion Goce Delčev di Prilep, dove segna al 36' una delle reti del 9-0 sulla Macedonia. Inserita nel gruppo A con Danimarca, Finlandia e Svezia, l'Italia riesce a superare la prima fase del torneo venendo nuovamente eliminata ai quarti di finale dalla Germania, squadra che si aggiudica il torneo per l'ottava volta.
Nel frattempo Ghedin la inserisce in rosa con la squadra che affronta il Torneio Internacional Cidade de São Paulo 2011, torneo a invito che si disputa nel dicembre di quell'anno a San Paolo, nell'Estádio Municipal Paulo Machado de Carvalho. Parisi condivide con le compagne il percorso che vedono l'Italia chiudere al terzo posto, con una vittoria un pareggio e una sconfitta, la fase a gironi, per poi vincere la finalina per il terzo posto superando il Cile per 3-2. A fine torneo Parisi risulta la miglior marcatrice della squadra con tre reti siglate tra cui una doppietta al Cile nell'incontro vinto 6-0 nella fase a gironi.
Nel novembre 2016 viene inserita da Antonio Cabrini nella lista delle giocatrici convocate per il Torneio Internacional de Manaus 2016, in programma dal 7 al 18 dicembre 2016.
Nell'aprile 2017, durante l'amichevole pareggiata 1-1 con l'Inghilterra a Stoke-on-Trent, Parisi è vittima di un grave infortunio con sospetta frattura della tibia come conseguenza di uno scontro diretto con un'avversaria al 37'.

## Statistiche

### Presenze e reti nei club
Statistiche aggiornate al 27 maggio 2024.
| Stagione                | Squadra                 | Campionato              | Campionato | Campionato | Coppe nazionali | Coppe nazionali | Coppe nazionali | Coppe internazionali | Coppe internazionali | Coppe internazionali | Altre coppe | Altre coppe | Altre coppe | Totale | Totale |
| Stagione                | Squadra                 | Comp                    | Pres       | Reti       | Comp            | Pres            | Reti            | Comp                 | Pres                 | Reti                 | Comp        | Pres        | Reti        | Pres   | Reti   |
| ----------------------- | ----------------------- | ----------------------- | ---------- | ---------- | --------------- | --------------- | --------------- | -------------------- | -------------------- | -------------------- | ----------- | ----------- | ----------- | ------ | ------ |
| 2007-2008               | Trento                  | A                       | 21+1       | 3+0        | CI              | ?               | ?               | -                    | -                    | -                    | -           | -           | -           | 22+    | 3+     |
| 2008-2009               | Bardolino Verona        | A                       | 20         | 5          | CI              | ?               | ?               | UWC                  | 5                    | 1                    | SI          | 1           | 0           | 26+    | 6+     |
| 2009-2010               | Bardolino Verona        | A                       | 22         | 10         | CI              | ?               | ?               | UWCL                 | 2                    | 0                    | SI          | 1           | 0           | 25+    | 10+    |
| Totale Bardolino Verona | Totale Bardolino Verona | Totale Bardolino Verona | 42         | 15         |                 | ?               | ?               |                      | 7                    | 1                    |             | 2           | 0           | 51+    | 16+    |
| 2010-2011               | Tavagnacco              | A                       | 21         | 10         | CI              | ?               | ?               | -                    | -                    | -                    | -           | -           | -           | 21+    | 10+    |
| 2011-2012               | Tavagnacco              | A                       | 24         | 9          | CI              | ?               | ?               | UWCL                 | 2                    | 0                    | SI          | 1           | 0           | 27+    | 9+     |
| 2012-2013               | Tavagnacco              | A                       | 27         | 19         | CI              | ?               | ?               | -                    | -                    | -                    | -           | -           | .           | 27+    | 19+    |
| 2013-2014               | Tavagnacco              | A                       | 27         | 23         | CI              | ?               | 0               | UWCL                 | 2                    | 0                    | SI          | 1           | 0           | 30+    | 23+    |
| 2014-2015               | Tavagnacco              | A                       | 24         | 7          | CI              | 4               | 1               | -                    | -                    | -                    | SI          | 1           | 0           | 29     | 9      |
| 2015-2016               | Tavagnacco              | A                       | 22         | 10         | CI              | 5               | 2               | -                    | -                    | -                    | -           | -           | -           | 27     | 12     |
| Totale Tavagnacco       | Totale Tavagnacco       | Totale Tavagnacco       | 145        | 78         |                 | 9+              | 3+              |                      | 4                    | 0                    |             | 3           | 0           | 161+   | 81+    |
| 2016-2017               | Fiorentina              | A                       | 16         | 9          | CI              | 4               | 3               | -                    | -                    | -                    | -           | -           | -           | 20     | 12     |
| 2017-2018               | Fiorentina              | A                       | 7          | 3          | CI              | 4               | 2               | UWCL                 | 0                    | 0                    | SI          | 0           | 0           | 11     | 5      |
| 2018-2019               | Fiorentina              | A                       | 19         | 2          | CI              | 5               | 1               | UWCL                 | 4                    | 0                    | SI          | 1           | 0           | 29     | 3      |
| 2019-2020               | Fiorentina              | A                       | 14         | 1          | CI              | 2               | 1               | UWCL                 | 2                    | 0                    | SI          | 1           | 0           | 19     | 2      |
| 2020-2021               | Sassuolo                | A                       | 3          | 0          | CI              | -               | -               | -                    | -                    | -                    | -           | -           | -           | 3      | 0      |
| 2021-2022               | Sassuolo                | A                       | 21         | 1          | CI              | 1               | 0               |                      | -                    | -                    | SI          | 1           | 0           | 23     | 1      |
| Totale Sassuolo         | Totale Sassuolo         | Totale Sassuolo         | 24         | 1          |                 | 1               | 0               |                      | -                    | -                    |             | 1           | 0           | 26     | 1      |
| 2022-2023               | Fiorentina              | A                       | 19         | 2          | CI              | 2               | 0               |                      | -                    | -                    |             | -           | -           | 21     | 2      |
| 2023-2024               | Fiorentina              | A                       | 19         | 0          | CI              | 2               | 0               |                      | -                    | -                    |             | -           | -           | 21     | 0      |
| Totale Fiorentina       | Totale Fiorentina       | Totale Fiorentina       | 94         | 17         |                 | 17              | 7               |                      | 6                    | 0                    |             | 2           | 0           | 118    | 24     |
| Totale carriera         | Totale carriera         | Totale carriera         | 326        | 114        |                 | 27+             | 10+             |                      | 17                   | 1                    |             | 8           | 0           | 378+   | 125+   |

### Cronologia presenze e reti in nazionale
| Cronologia completa delle presenze e delle reti in nazionale ― Italia | Cronologia completa delle presenze e delle reti in nazionale ― Italia | Cronologia completa delle presenze e delle reti in nazionale ― Italia | Cronologia completa delle presenze e delle reti in nazionale ― Italia | Cronologia completa delle presenze e delle reti in nazionale ― Italia | Cronologia completa delle presenze e delle reti in nazionale ― Italia | Cronologia completa delle presenze e delle reti in nazionale ― Italia | Cronologia completa delle presenze e delle reti in nazionale ― Italia |
| Data                                                                  | Città                                                                 | In casa                                                               | Risultato                                                             | Ospiti                                                                | Competizione                                                          | Reti                                                                  | Note                                                                  |
| --------------------------------------------------------------------- | --------------------------------------------------------------------- | --------------------------------------------------------------------- | --------------------------------------------------------------------- | --------------------------------------------------------------------- | --------------------------------------------------------------------- | --------------------------------------------------------------------- | --------------------------------------------------------------------- |
| 1-7-2007                                                              | Qinhuangdao                                                           | Messico                                                               | 2 – 2                                                                 | Italia                                                                | Amichevole                                                            | -                                                                     | 46’                                                                   |
| 4-7-2007                                                              | Shenyang                                                              | Italia                                                                | 5 – 0                                                                 | Thailandia                                                            | Amichevole                                                            | -                                                                     | 61’                                                                   |
| 7-7-2007                                                              | Qinhuangdao                                                           | Cina                                                                  | 3 – 1                                                                 | Italia                                                                | Amichevole                                                            | -                                                                     | 65’                                                                   |
| 10-7-2007                                                             | Shenyang                                                              | Italia                                                                | 2 – 1                                                                 | Thailandia                                                            | Amichevole                                                            | -                                                                     | 45’                                                                   |
| 27-7-2007                                                             | Bük                                                                   | Ungheria                                                              | 1 – 3                                                                 | Italia                                                                | Qual. Euro 2009                                                       | -                                                                     | 53’                                                                   |
| 31-7-2007                                                             | Parma                                                                 | Italia                                                                | 5 – 0                                                                 | Romania                                                               | Qual. Euro 2009                                                       | -                                                                     | 61’                                                                   |
| 30-1-2008                                                             | Martigues                                                             | Francia                                                               | 1 – 0                                                                 | Italia                                                                | Amichevole                                                            | -                                                                     | 74’                                                                   |
| 15-6-2008                                                             | Suwon                                                                 | Brasile                                                               | 2 – 1                                                                 | Italia                                                                | Amichevole                                                            | -                                                                     | 82’                                                                   |
| 25-8-2009                                                             | Lahti                                                                 | Inghilterra                                                           | 1 – 2                                                                 | Italia                                                                | Euro 2009 - 1º turno                                                  | -                                                                     | 53’                                                                   |
| 28-8-2009                                                             | Turku                                                                 | Italia                                                                | 0 – 2                                                                 | Svezia                                                                | Euro 2009 - 1º turno                                                  | -                                                                     | 75’                                                                   |
| 19-9-2009                                                             | Domžale                                                               | Slovenia                                                              | 0 – 8                                                                 | Italia                                                                | Qual. Mondiali 2011                                                   | -                                                                     | 84’                                                                   |
| 24-10-2009                                                            | Erevan                                                                | Armenia                                                               | 0 – 8                                                                 | Italia                                                                | Qual. Mondiali 2011                                                   | -                                                                     | 46’                                                                   |
| 25-11-2009                                                            | Francavilla al Mare                                                   | Italia                                                                | 7 – 0                                                                 | Armenia                                                               | Qual. Mondiali 2011                                                   | -                                                                     |                                                                       |
| 24-2-2010                                                             | Nicosia                                                               | Nuova Zelanda                                                         | 1 – 0                                                                 | Italia                                                                | Cyprus Cup 2010                                                       | -                                                                     | 46’                                                                   |
| 26-2-2010                                                             | Larnaca                                                               | Italia                                                                | 2 – 0                                                                 | Scozia                                                                | Cyprus Cup 2010                                                       | -                                                                     | 90’                                                                   |
| 3-3-2010                                                              | Nicosia                                                               | Italia                                                                | 2 – 3                                                                 | Inghilterra                                                           | Cyprus Cup 2010                                                       | -                                                                     | 46’                                                                   |
| 27-3-2010                                                             | Tocha                                                                 | Portogallo                                                            | 1 – 3                                                                 | Italia                                                                | Qual. Mondiali 2011                                                   | -                                                                     | 78’                                                                   |
| 31-3-2010                                                             | Ascoli Piceno                                                         | Italia                                                                | 1 – 1                                                                 | Finlandia                                                             | Qual. Mondiali 2011                                                   | -                                                                     | 69’                                                                   |
| 19-5-2010                                                             | Stettino                                                              | Polonia                                                               | 1 – 5                                                                 | Italia                                                                | Amichevole                                                            | -                                                                     |                                                                       |
| 19-6-2010                                                             | Montereale Valcellina                                                 | Italia                                                                | 6 – 0                                                                 | Slovenia                                                              | Qual. Mondiali 2011                                                   | -                                                                     |                                                                       |
| 23-6-2010                                                             | Vantaa                                                                | Finlandia                                                             | 1 – 3                                                                 | Italia                                                                | Qual. Mondiali 2011                                                   | 1                                                                     |                                                                       |
| 15-9-2010                                                             | Gubbio                                                                | Italia                                                                | 2 – 3                                                                 | Francia                                                               | Qual. Mondiali 2011                                                   | -                                                                     | 87’                                                                   |
| 2-10-2010                                                             | Černihiv                                                              | Ucraina                                                               | 0 – 3                                                                 | Italia                                                                | Qual. Mondiali 2011                                                   | -                                                                     | 80’                                                                   |
| 6-10-2010                                                             | Latina                                                                | Italia                                                                | 0 – 0                                                                 | Ucraina                                                               | Qual. Mondiali 2011                                                   | -                                                                     | 90+1’                                                                 |
| 23-10-2010                                                            | Treviso                                                               | Italia                                                                | 1 – 0                                                                 | Svizzera                                                              | Qual. Mondiali 2011                                                   | -                                                                     | 68’                                                                   |
| 27-10-2010                                                            | Aarau                                                                 | Svizzera                                                              | 2 – 4                                                                 | Italia                                                                | Qual. Mondiali 2011                                                   | -                                                                     | 45’                                                                   |
| 4-3-2011                                                              | Larnaca                                                               | Italia                                                                | 0 – 1                                                                 | Canada                                                                | Cyprus Cup 2011                                                       | -                                                                     | 80’                                                                   |
| 7-3-2011                                                              | Larnaca                                                               | Scozia                                                                | 0 – 0                                                                 | Italia                                                                | Cyprus Cup 2011                                                       | -                                                                     | 70’                                                                   |
| 9-3-2011                                                              | Larnaca                                                               | Russia                                                                | 0 – 2                                                                 | Italia                                                                | Cyprus Cup 2011                                                       | -                                                                     | 70’                                                                   |
| 3-6-2011                                                              | Osnabrück                                                             | Germania                                                              | 5 – 0                                                                 | Italia                                                                | Amichevole                                                            | -                                                                     | 85’                                                                   |
| 17-9-2011                                                             | Sarajevo                                                              | Bosnia ed Erzegovina                                                  | 0 – 1                                                                 | Italia                                                                | Qual. Euro 2013                                                       | 1                                                                     |                                                                       |
| 22-10-2011                                                            | Prilep                                                                | Macedonia                                                             | 0 – 9                                                                 | Italia                                                                | Qual. Euro 2013                                                       | 1                                                                     |                                                                       |
| 26-10-2011                                                            | Treviso                                                               | Italia                                                                | 2 – 0                                                                 | Russia                                                                | Qual. Euro 2013                                                       | -                                                                     |                                                                       |
| 19-11-2011                                                            | Pruszków                                                              | Polonia                                                               | 0 – 5                                                                 | Italia                                                                | Qual. Euro 2013                                                       | -                                                                     |                                                                       |
| 23-11-2011                                                            | Trani                                                                 | Italia                                                                | 2 – 0                                                                 | Grecia                                                                | Qual. Euro 2013                                                       | -                                                                     |                                                                       |
| 8-12-2011                                                             | San Paolo                                                             | Brasile                                                               | 5 – 1                                                                 | Italia                                                                | Torneo della città di San Paolo                                       | -                                                                     |                                                                       |
| 11-12-2011                                                            | San Paolo                                                             | Italia                                                                | 2 – 2                                                                 | Danimarca                                                             | Torneo della città di San Paolo                                       | 1                                                                     |                                                                       |
| 15-12-2011                                                            | San Paolo                                                             | Cile                                                                  | 0 – 6                                                                 | Italia                                                                | Torneo della città di San Paolo                                       | 2                                                                     | 58’                                                                   |
| 28-2-2012                                                             | Nicosia                                                               | Paesi Bassi                                                           | 2 – 1                                                                 | Italia                                                                | Cyprus Cup 2012                                                       | -                                                                     |                                                                       |
| 1-3-2012                                                              | Nicosia                                                               | Italia                                                                | 1 – 2                                                                 | Canada                                                                | Cyprus Cup 2012                                                       | -                                                                     |                                                                       |
| 4-3-2012                                                              | Nicosia                                                               | Italia                                                                | 2 – 1                                                                 | Scozia                                                                | Cyprus Cup 2012                                                       | -                                                                     |                                                                       |
| 31-3-2012                                                             | Ferrara                                                               | Italia                                                                | 4 – 0                                                                 | Bosnia ed Erzegovina                                                  | Qual. Euro 2013                                                       | -                                                                     | 71’                                                                   |
| 4-4-2012                                                              | Podol'sk                                                              | Russia                                                                | 0 – 2                                                                 | Italia                                                                | Qual. Euro 2013                                                       | -                                                                     |                                                                       |
| 16-6-2012                                                             | Torino                                                                | Italia                                                                | 9 – 0                                                                 | Macedonia                                                             | Qual. Euro 2013                                                       | -                                                                     |                                                                       |
| 16-9-2012                                                             | San Benedetto del Tronto                                              | Italia                                                                | 1 – 0                                                                 | Polonia                                                               | Qual. Euro 2013                                                       | -                                                                     |                                                                       |
| 6-3-2013                                                              | Nicosia                                                               | Inghilterra                                                           | 4 – 2                                                                 | Italia                                                                | Cyprus Cup 2013                                                       | -                                                                     |                                                                       |
| 11-3-2013                                                             | Larnaca                                                               | Italia                                                                | 1 – 2                                                                 | Scozia                                                                | Cyprus Cup 2013                                                       | -                                                                     |                                                                       |
| 13-3-2013                                                             | Larnaca                                                               | Corea del Sud                                                         | 0 – 1                                                                 | Italia                                                                | Cyprus Cup 2013                                                       | -                                                                     |                                                                       |
| 7-4-2013                                                              | Sankt Veit an der Glan                                                | Austria                                                               | 1 – 3                                                                 | Italia                                                                | Amichevole                                                            | 1                                                                     |                                                                       |
| 10-7-2013                                                             | Halmstad                                                              | Italia                                                                | 0 – 0                                                                 | Finlandia                                                             | Euro 2013 - 1º turno                                                  | -                                                                     |                                                                       |
| 13-7-2013                                                             | Halmstad                                                              | Italia                                                                | 2 – 1                                                                 | Danimarca                                                             | Euro 2013 - 1º turno                                                  | -                                                                     |                                                                       |
| 16-7-2013                                                             | Halmstad                                                              | Svezia                                                                | 3 – 1                                                                 | Italia                                                                | Euro 2013 - 1º turno                                                  | -                                                                     |                                                                       |
| 21-7-2013                                                             | Växjö                                                                 | Italia                                                                | 0 – 1                                                                 | Germania                                                              | Euro 2013 - Quarti di finale                                          | -                                                                     | 75’                                                                   |
| 31-10-2013                                                            | San Sebastián de los Reyes                                            | Spagna                                                                | 2 – 0                                                                 | Italia                                                                | Qual. Mondiali 2015                                                   | -                                                                     | 76’                                                                   |
| 18-9-2015                                                             | La Spezia                                                             | Italia                                                                | 6 – 1                                                                 | Georgia                                                               | Qual. Euro 2017                                                       | -                                                                     | 63’                                                                   |
| 24-10-2015                                                            | Cesena                                                                | Italia                                                                | 0 – 3                                                                 | Svizzera                                                              | Qual. Euro 2017                                                       | -                                                                     | 77’                                                                   |
| 27-10-2015                                                            | Chomutov                                                              | Rep. Ceca                                                             | 0 – 3                                                                 | Italia                                                                | Qual. Euro 2017                                                       | -                                                                     |                                                                       |
| 2-3-2016                                                              | Dherynia                                                              | Ungheria                                                              | 0 – 2                                                                 | Italia                                                                | Cyprus Cup 2016                                                       | -                                                                     | 71’                                                                   |
| 7-3-2016                                                              | Larnaca                                                               | Italia                                                                | 0 – 0                                                                 | Austria                                                               | Cyprus Cup 2016                                                       | -                                                                     |                                                                       |
| 9-3-2016                                                              | Larnaca                                                               | Italia                                                                | 3 – 1                                                                 | Rep. Ceca                                                             | Cyprus Cup 2016                                                       | -                                                                     |                                                                       |
| 9-4-2016                                                              | Bienne                                                                | Svizzera                                                              | 3 – 1                                                                 | Italia                                                                | Qual. Euro 2017                                                       | 1                                                                     | 46’                                                                   |
| 12-4-2016                                                             | Reggio Emilia                                                         | Italia                                                                | 3 – 1                                                                 | Irlanda del Nord                                                      | Qual. Euro 2017                                                       | -                                                                     |                                                                       |
| 7-6-2016                                                              | Gori                                                                  | Georgia                                                               | 0 – 7                                                                 | Italia                                                                | Qual. Euro 2017                                                       | -                                                                     | 54’                                                                   |
| 16-9-2016                                                             | Lurgan                                                                | Irlanda del Nord                                                      | 0 – 3                                                                 | Italia                                                                | Qual. Euro 2017                                                       | -                                                                     | 86’                                                                   |
| 20-9-2016                                                             | Vercelli                                                              | Italia                                                                | 3 – 0                                                                 | Rep. Ceca                                                             | Qual. Euro 2017                                                       | -                                                                     |                                                                       |
| 7-12-2016                                                             | Manaus                                                                | Russia                                                                | 0 – 3                                                                 | Italia                                                                | Torneio Internacional 2016                                            | -                                                                     |                                                                       |
| 11-12-2016                                                            | Manaus                                                                | Italia                                                                | 3 – 0                                                                 | Costa Rica                                                            | Torneio Internacional 2016                                            | -                                                                     | 46’                                                                   |
| 14-12-2016                                                            | Manaus                                                                | Brasile                                                               | 3 – 1                                                                 | Italia                                                                | Torneio Internacional 2016                                            | 1                                                                     |                                                                       |
| 18-12-2016                                                            | Manaus                                                                | Brasile                                                               | 5 – 3                                                                 | Italia                                                                | Torneio Internacional 2016 - finale                                   | -                                                                     | 31’                                                                   |
| 1-3-2017                                                              | Nicosia                                                               | Corea del Nord                                                        | 3 – 0                                                                 | Italia                                                                | Cyprus Cup 2017 - 1º turno                                            | -                                                                     |                                                                       |
| 6-3-2017                                                              | Larnaca                                                               | Italia                                                                | 0 – 6                                                                 | Svizzera                                                              | Cyprus Cup 2017 - 1º turno                                            | -                                                                     |                                                                       |
| 8-3-2017                                                              | Larnaca                                                               | Italia                                                                | 6 – 2                                                                 | Rep. Ceca                                                             | Cyprus Cup 2017 - 1º turno                                            | 1                                                                     |                                                                       |
| 7-4-2017                                                              | Stoke-on-Trent                                                        | Inghilterra                                                           | 1 – 1                                                                 | Italia                                                                | Amichevole                                                            | -                                                                     | 37’                                                                   |
| 8-6-2018                                                              | Firenze                                                               | Italia                                                                | 3 – 0                                                                 | Portogallo                                                            | Qual. Mondiali 2019                                                   | -                                                                     | 34’                                                                   |
| 4-9-2018                                                              | Lovanio                                                               | Belgio                                                                | 2 – 1                                                                 | Italia                                                                | Qual. Mondiali 2019                                                   | -                                                                     | 75’                                                                   |
| 10-11-2018                                                            | Osnabrück                                                             | Germania                                                              | 5 – 2                                                                 | Italia                                                                | Amichevole                                                            | -                                                                     | 61’                                                                   |
| 23-1-2019                                                             | Empoli                                                                | Italia                                                                | 2 – 1                                                                 | Cile                                                                  | Amichevole                                                            | -                                                                     | 46’                                                                   |
| 5-4-2019                                                              | Lublino                                                               | Polonia                                                               | 1 – 1                                                                 | Italia                                                                | Amichevole                                                            | -                                                                     | 62’                                                                   |
| 9-4-2019                                                              | Reggio Emilia                                                         | Italia                                                                | 2 – 1                                                                 | Irlanda                                                               | Amichevole                                                            | -                                                                     | 63’                                                                   |
| 29-5-2019                                                             | Ferrara                                                               | Italia                                                                | 3 – 1                                                                 | Svizzera                                                              | Amichevole                                                            | -                                                                     | 66’                                                                   |
| Totale                                                                |                                                                       | Presenze                                                              | 80                                                                    |                                                                       | Reti                                                                  | 10                                                                    |                                                                       |

## Palmarès

### Club
- Campionato italiano: 2

Bardolino Verona: 2008-2009
Fiorentina: 2016-2017
- Coppa Italia: 4

Tavagnacco: 2012-2013, 2013-2014
Fiorentina: 2016-2017, 2017-2018
- Supercoppa italiana: 2

Bardolino Verona: 2008
Fiorentina: 2018

### Nazionale
- Campionato d'Europa under 19: 1

2008

### Personali
- Golden Girl Award

Tavagnacco: 2013
- Premio Bulgarelli Number 8

2022-2023

## Curiosità
- Nel 2010 è stata la controfigura di Belén Rodríguez negli spot calcistici della TIM[15].